# Juan Tellería
Juan Tellería Arrizabalaga (Zegama, 12 juillet 1895 - Madrid, 25 février 1949), est un compositeur basque espagnol.

## Biographie
Alors qu'il n'est âgé que de 7 ans, il devient orphelin de père et de mère, et fut laissé ainsi que ses quatre frères à la charge de son oncle, Baldomero Tellería, avec qui il apprit le solfège, le piano, et l'harmonie. En 1911, il gagna une bourse de la part de la Députation du Guipuscoa qui lui permit de partir pour Saint-Sébastien, afin d'y étudier, notamment en compagnie de Germán Cendoya et de Beltrán Pagola.
Alors qu'il vivait à Saint-Sébastien, pour financer ses études, il se fit embaucher comme joueur de piano dans divers théâtres et cinémas de la région, ce qui lui permit d'acquérir une grande adresse dans l'art de l'improvisation, un talent qu'il exploitera durant toute sa vie de musicien.
En 1915, s'en alla à Madrid, pour étudier la composition avec Conrado del Campo et le piano avec Fernández Alberdi. Une fois de plus à Madrid, malgré ses occupations estudiantines il trouva le temps de jouer du piano dans les cafés de la ville, de jouer de l'orgue dans les églises, et de donner des cours particuliers. Il eut pour élèves deux nièces de Julián Gayarre. En tant que compositeur, il se consacra à écrire toutes sortes de musiques qui pouvaient l'aider à survivre dans la capitale.
En 1916, il commença la composition du poème symphonique La Dama de Aitzgorri, dont la première représentation eut lieu le 29 septembre 1917 à San Sebastián, au Grand Casino. Le maître Enrique Fernández Arbós l'invita à se représenter à Madrid le 17 novembre de la même année en compagnie de l'Orchestre Symphonique. Le jeune Juan Tellería, âgé de seulement 22 ans, obtint un grand succès. La Dama de Aitzgorri ne fut pourtant pas reprogrammée avant 1952, année durant laquelle la symphonie fut interprétée par l'Orchestre National Espagnol, sous la direction d'Ataúlfo Argenta.
En 1919, il prit un nouveau départ, cette fois pour étudier à Paris, où il continua encore à gagner sa vie comme pianiste de cinémas. Plus tard, il entreprit un voyage en Allemagne, pour rentrer en Espagne en 1925.
Entre 1927 et 1947, sa production musicales se centra sur la musique lyrique, avec des compositions d'opérettes espagnoles, zarzuelas comme El joven piloto, El cabaret de la Academia, Los Blasones, ou encore Las viejas ricas. Il composa également des musiques de chambre, des hymnes religieux, des hymnes militaires, dont la plus célèbre d'entre elles est sans doute Cara al sol.
Jusqu'en 1946 il donna des cours de musique de chambre au Real Conservatorio Superior de Música de Madrid.
Une grande partie de son répertoire reste à ce jour inédit et n'a toujours pas été révélé.